# Біг-Спрінг (Меріленд)
Біг-Спрінг (англ. Big Spring) — переписна місцевість (CDP) в США, в окрузі Вашингтон штату Меріленд. Населення — 85 осіб (2020).

## Географія
Біг-Спрінг розташований за координатами 39°37′33″ пн. ш. 77°56′23″ зх. д. / 39.62583° пн. ш. 77.93972° зх. д. (39.625902, -77.939632).  За даними Бюро перепису населення США в 2010 році переписна місцевість мала площу 0,36 км², уся площа — суходіл.

## Демографія
Згідно з переписом 2010 року, у переписній місцевості мешкали 84 особи в 36 домогосподарствах у складі 24 родин. Густота населення становила 233 особи/км².  Було 40 помешкань (111/км²).
Расовий склад населення:
| - 97,6 % — білих - 1,2 % — чорних або афроамериканців - 1,2 % — осіб інших рас |

До двох чи більше рас належало 0,0 %. Частка іспаномовних становила 2,4 % від усіх жителів.
За віковим діапазоном населення розподілялося таким чином: 15,5 % — особи молодші 18 років, 63,1 % — особи у віці 18—64 років, 21,4 % — особи у віці 65 років та старші. Медіана віку мешканця становила 49,0 року. На 100 осіб жіночої статі у переписній місцевості припадало 115,4 чоловіків;  на 100 жінок у віці від 18 років та старших — 115,2 чоловіків також старших 18 років.
Середній дохід на одне домашнє господарство  становив 77 427 доларів США (медіана — 75 568), а середній дохід на одну сім'ю — 74 982 долари (медіана — 75 909). За межею бідності перебувало 11,7 % осіб, у тому числі 0,0 % дітей у віці до 18 років та 0,0 % осіб у віці 65 років та старших.
Цивільне працевлаштоване населення становило 71 осіб. Основні галузі зайнятості: публічна адміністрація — 35,2 %, будівництво — 14,1 %, освіта, охорона здоров'я та соціальна допомога — 12,7 %.